# 針谷千紗子
針谷 千紗子（はりがい ちさこ、1989年12月25日 - ）は、栃木県宇都宮市出身の元女子自転車プロロードレース選手。現姓、雨谷（あまがい）。
現在はLive GARDEN Bici Stelleのチームマネージャー。

## 経歴
作新学院高校在学時から競技を始め、卒業後KINAN muur-king.comに加入。
2008年には修善寺カップ・女子オープントラック・ロードレース大会で総合優勝を果たす。
同年、地元で結成されたプロチーム宇都宮ブリッツェン発足に参加。チーム唯一の女子選手となる。
2010年より「あさひレーシング」に所属。
2012年5月、サイクルベースあさひを退社、栃木県のBLITZSCHLAGEに移籍。2014年にチーム名がLive GARDEN Bici Stelleとなり、プレイングマネージャーとして活動した。
2016年のジャパンカップサイクルロードレースのオープンレース出場を最後に、現役を引退した 。
2017年からはLive GARDEN Bici Stelleのチームマネージャー専任に。同年9月、高校の同期生でもある競輪選手の雨谷一樹と結婚したことを発表した。

## メディア出演
- エフエム栃木（RADIO BERRY）『ラブ・サイクリスタ』毎週水曜日 20:00 - 20:30 レギュラー出演